# 呂瑞容
呂瑞容（英語：Ada Lui Shui Yung，1960年—），香港前女演員，1977年《香港小姐競選》亞軍，及後簽約成為TVB藝員，已退出演藝圈。
呂瑞容父母早已仳離，自小跟隨祖母生活長大，於北角邨西座居住，1977年由其叔父提名她參加無綫電視主辦《一九七七年度香港小姐競選》，當時只有十七歲任職文員，結果大熱勝出奪得亞軍，當選半個月後無綫即火速安排她夥拍周潤發參與譚家明執導的單元劇《13》演出，備受電視台力捧，但在1979年12月滿約後不再續約離開，電影《孖襟兄弟》是最後作品。
早年呂瑞容曾跟名人胡漢清拍拖。

## 演藝作品

### 電視劇 （無綫電視）
| 年份   | 劇名             | 角色                  |
| 1977年 | 13               | 模特兒（第6集 窒息）  |
| 1977年 | 陸小鳳之決戰前後 | 歐陽情                |
| 1978年 | 星期日首映       |                       |
| 1978年 | 又會咁嘅         |                       |
| 1978年 | 三及第           | 黎夢娜                |
| 1978年 | 師姐出馬         | 白雪雪（第12集）      |
| 1979年 | 財星高照         | 洪紅紅                |
| 1979年 | 小夫妻           | Fanny（第16集）       |
| 1979年 | 天虹             | 模特兒Doris（第12集） |
| 1979年 | 四眼神探         | 凌雪（第19集）        |
| 1979年 | 彩色人生         | 模特兒Ada Lui         |
| 1979年 | 龍潭群英         | 江夢妮Ada（第2集）    |
| 1979年 | 刀神             | 秦可情 / 李可笑       |
| 1979年 | 左鄰右里         | 葉美珊（第12集）      |
| 1979年 | 難兄難弟         | 雜誌記者（第7集）     |
| 1979年 | 楚留香           | 秋靈素                |
| 1979年 | 名劍風流         | 金燕子                |

### 電視節目（無綫電視）
| 年份   | 名稱                 | 性質 |
| 1977年 | 家家笑哈哈           | 演出 |
| 1977年 | 點只咁簡單（第二輯） | 演出 |
| 1978年 | 歡樂今宵             | 演出 |

### 電影
| 年份   | 片名     | 角色 |
| 1978年 | 大躍進   |      |
| 1979年 | 暴發戶   |      |
| 1980年 | 隻手遮天 |      |
| 1984年 | 孖襟兄弟 |      |

## 參選資料
姓名：呂瑞容
英文名：Lui Shui Yung
參賽編號：28號
身高：5'5 1/2"
體重：110磅
嗜好：音樂、唱歌及游泳
職業：文員
志向：有志成為歌星或模特兒